# Première circonscription du Nord
La première circonscription du Nord est l'une des 21 circonscriptions législatives françaises que compte le département du Nord. Elle est représentée dans la XVIIe législature par Aurélien Le Coq (LFI).

## Description géographique et démographique

### De 1958 à 1986
À la suite de l'ordonnance n°58-945 du 13 octobre 1958 relative à l'élection des députés à l'assemblée nationale, la première circonscription du Nord était créée et regroupait les divisions administratives suivantes : 
- canton de Lille-Centre
- canton de Lille-Ouest[1].

### De 1988 à 2010
Par la loi n°86-1197 du 24 novembre 1986
 de découpage électoral, la circonscription regroupait les divisions administratives suivantes :
- canton de Lille-Sud
- canton de Lille-Sud-Est (moins les communes de Lezennes et Ronchin)
- canton de Lille-Sud-Ouest

Cela correspond aux quartiers de Bois-Blanc, Vauban-Esquermes, Wazemmes, Faubourg de Béthune, Lille-Sud, Moulins à Lille ainsi que la commune de Faches-Thumesnil.

### Depuis 2010
L'ordonnance n° 2009-935 du 29 juillet 2009 décrit la circonscription comme composée des divisions administratives suivantes : 
- canton de Lille-Centre
- canton de Lille-Sud
- canton de Lille-Sud-Est (moins les communes de Lezennes et Ronchin) et commune de Loos et Faches Thumesnil.

Lors du recensement général de la population en 1999, réalisé par l'Institut national de la statistique et des études économiques (INSEE), la population totale de cette circonscription est estimée à 106 986 habitants,.

### Pyramide des âges
| Hommes | Classe d’âge   | Femmes |
| ------ | -------------- | ------ |
| 5      | 65 ans et plus | 7      |
| 32     | 20 à 64 ans    | 34     |
| 11     | 0 à 19 ans     | 11     |

### Catégorie socio-professionnelle
Répartition de la population active par catégorie socio-professionnelle en 2013
| Agriculteurs | Artisans, commerçants, chefs d'entreprise | Cadres, professions intellectuelles | Professions intermédiaires | Employés | Ouvriers | Retraités | Autres |
| ------------ | ----------------------------------------- | ----------------------------------- | -------------------------- | -------- | -------- | --------- | ------ |
| 0 %          | 2,0 %                                     | 12,9 %                              | 14,5 %                     | 15,1 %   | 8,5 %    | 16,2 %    | 30,8 % |

## Historique des députations
| Législature | Début de mandat | Fin de mandat   | Député                  | Parti politique       | Observations |
| ----------- | --------------- | --------------- | ----------------------- | --------------------- | --- |
| Ire         | 9 décembre 1958 | 9 octobre 1962  | Bertrand Motte          | CNIP                  | Mandat écourté à la suite d'une dissolution parlementaire décidée par Charles de Gaulle. |
| IIe         | 6 décembre 1962 | 2 avril 1967    | Louis Christiaens       | UNR                   | |
| IIIe        | 3 avril 1967    | 30 mai 1968     | Louis Christiaens       | UD-Ve                 | Mandat écourté à la suite d'une dissolution parlementaire décidée par Charles de Gaulle. |
| IVe         | 23 juin 1968    | 12 août 1968    | François-Xavier Ortoli, | UDR,                  | Nommé ministre de l'Education nationale en mai 1968 |
| IVe         | 13 août 1968    | 1er avril 1973  | Gabriel Vancalster,     | UDR puis Non-inscrit, | Nommé ministre de l'Education nationale en mai 1968 |
| Ve          | 11 mars 1973    | 9 juillet 1974  | Norbert Ségard,         | UDR,                  | Nommé Secrétaire d’Etat au commerce extérieur en juin 1974 |
| Ve          | 9 juillet 1974  | 2 avril 1978    | Robert Valbrun,         | UDR,                  | Nommé Secrétaire d’Etat au commerce extérieur en juin 1974 |
| VIe         | 3 avril 1978    | 3 avril 1978    | Norbert Ségard,         | UDF,                  | Nommé Secrétaire d’Etat aux Postes et Télécommunications en mai 1978 Mandat écourté à la suite d'une dissolution parlementaire décidée par François Mitterrand.                                       |
| VIe         | 6 mai 1978      | 22 mai 1981     | Georges Delfosse,       | UDF,                  | Nommé Secrétaire d’Etat aux Postes et Télécommunications en mai 1978 Mandat écourté à la suite d'une dissolution parlementaire décidée par François Mitterrand.                                       |
| VIIe        | 2 juillet 1981  | 1er avril 1986  | Georges Delfosse        | UDF                   | |
| VIIIe       | 2 avril 1986    | 14 mai 1988     | Aucun                   | Aucun                 | Proportionnelle par département, pas de député par circonscription. Mandat écourté à la suite d'une dissolution parlementaire décidée par François Mitterrand.                                        |
| IXe         | 23 juin 1988    | 1er avril 1993  | Pierre Mauroy           | PS                    | |
| Xe          | 28 mars 1993    | 18 mai 1995     | Colette Codaccioni,     | RPR,                  | Nommé ministre de la Solidarité entre les générations en mai 1995 Mandat écourté à la suite d'une dissolution parlementaire décidée par Jacques Chirac.                                               |
| Xe          | 19 juin 1995    | 21 avril 1997   | Jacques Richir,         | RPR,                  | Nommé ministre de la Solidarité entre les générations en mai 1995 Mandat écourté à la suite d'une dissolution parlementaire décidée par Jacques Chirac.                                               |
| XIe         | 12 juin 1997    | 18 juin 2002    | Bernard Roman           | PS                    | |
| XIIe        | 19 juin 2002    | 19 juin 2007    | Bernard Roman           | PS                    | |
| XIIIe       | 20 juin 2007    | 19 juin 2012    | Bernard Roman           | PS                    | |
| XIVe        | 20 juin 2012    | 21 juillet 2016 | Bernard Roman           | PS                    | Mandat clos le 21 juillet 2016 en raison de sa nomination à la présidence de l'Autorité de régulation des activités ferroviaires et routières. Le siège reste vacant jusqu'à la fin de la législature |
| XIVe        | 21 juillet 2016 | 20 juin 2017    | Aucun                   | Aucun                 | Mandat clos le 21 juillet 2016 en raison de sa nomination à la présidence de l'Autorité de régulation des activités ferroviaires et routières. Le siège reste vacant jusqu'à la fin de la législature |
| XVe         | 21 juin 2017    | 21 juin 2022    | Adrien Quatennens       | FI                    | |
| XVIe        | 22 juin 2022    | 9 juin 2024     | Adrien Quatennens       | FI (NUPES)            | Mandat écourté à la suite d'une dissolution parlementaire décidée par Emmanuel Macron. |
| XVIIe       | 18 juillet 2024 | -               | Aurélien Le Coq         | FI (NFP)              | |

## Historiques des élections

### Élections de 1958
| Candidat       | Candidat           | Parti          | Premier tour | Premier tour | Second tour | Second tour |  |
| Candidat       | Candidat           | Parti          | Voix         | %            | Voix        | %           |  |
| -------------- | ------------------ | -------------- | ------------ | ------------ | ----------- | ----------- |  |
|                | Bertrand Motte élu | CNIP           | 10 945       | 29,05        | 14 537      | 39,28       |  |
|                | Georges Delfosse   | MRP            | 9 114        | 24,19        | 13 006      | 35,14       |  |
|                | Charles Béreaux    | SFIO           | 7 045        | 18,7         | Retrait     | Retrait     |  |
|                | Pierre Simonot     | PCF            | 3 760        | 9,98         | 4 157       | 11,23       |  |
|                | Léon Van Calster   | CRR            | 3 611        | 9,58         | 5 311       | 14,35       |  |
|                | Charles Lubrez     | Modérés        | 2 264        | 6,01         | Retrait     | Retrait     |  |
|                | Georges Helluin    | UFF            | 940          | 2,49         |             |             |  |
|                |                    |                |              |              |             |             |  |
| Inscrits       | Inscrits           | Inscrits       | 46 348       | 100,00       | 46 348      | 100,00      |  |
| Abstentions    | Abstentions        | Abstentions    | 7 768        | 16,76        | 8 283       | 17,87       |  |
| Votants        | Votants            | Votants        | 38 580       | 83,24        | 38 065      | 82,13       |  |
| Blancs et nuls | Blancs et nuls     | Blancs et nuls | 901          | 2,34         | 1 054       | 2,77        |  |
| Exprimés       | Exprimés           | Exprimés       | 37 679       | 97,66        | 37 011      | 97,23       |  |

Le suppléant de Bertrand Motte était Marcel Caloone, maire de Lambersart.

### Élections de 1962
| Candidat       | Candidat               | Parti          | Premier tour | Premier tour | Second tour | Second tour |  |
| Candidat       | Candidat               | Parti          | Voix         | %            | Voix        | %           |  |
| -------------- | ---------------------- | -------------- | ------------ | ------------ | ----------- | ----------- |  |
|                | Louis Christiaens élu  | UNR-UDT        | 14 986       | 43,72        | 24 181      | 73,92       |  |
|                | Bertrand Motte sortant | CNIP           | 5 896        | 17,2         | Retrait     | Retrait     |  |
|                | Georges Delfosse       | MRP            | 5 175        | 26,08        | Retrait     | Retrait     |  |
|                | André Simoens          | PCF            | 4 513        | 13,17        | 8 531       | 26,08       |  |
|                | Armand Lebleu          | PSU            | 2 854        | 8,33         | Retrait     | Retrait     |  |
|                | Guy Henninot           | Modérés        | 853          | 2,49         |             |             |  |
|                |                        |                |              |              |             |             |  |
| Inscrits       | Inscrits               | Inscrits       | 45 742       | 100,00       | 45 742      | 100,00      |  |
| Abstentions    | Abstentions            | Abstentions    | 10 283       | 22,48        | 10 096      | 22,07       |  |
| Votants        | Votants                | Votants        | 35 459       | 77,52        | 35 646      | 77,93       |  |
| Blancs et nuls | Blancs et nuls         | Blancs et nuls | 1 182        | 3,33         | 2 934       | 8,23        |  |
| Exprimés       | Exprimés               | Exprimés       | 34 277       | 96,67        | 32 712      | 91,77       |  |

Le suppléant de Louis Christiaens était Léon Van Calster, commerçant-artisan à Lille.

### Élections de 1967
| Candidat       | Candidat                        | Parti          | Premier tour | Premier tour | Second tour | Second tour |  |
| Candidat       | Candidat                        | Parti          | Voix         | %            | Voix        | %           |  |
| -------------- | ------------------------------- | -------------- | ------------ | ------------ | ----------- | ----------- |  |
|                | Louis Christiaens sortant réélu | UD-Ve          | 17 415       | 46,73        | 23 859      | 68,31       |  |
|                | Ali Landréa                     | PCF            | 5 153        | 13,83        | 11 066      | 31,69       |  |
|                | Henri Dérique                   | SFIO (FGDS)    | 4 510        | 12,1         |             |             |  |
|                | Georges Delfosse                | Modérés        | 4 364        | 11,71        |             |             |  |
|                | Guy Henninot                    | CD (PDM)       | 4 100        | 11           |             |             |  |
|                | Armand Lebleu                   | PSU            | 1 724        | 4,63         |             |             |  |
|                |                                 |                |              |              |             |             |  |
| Inscrits       | Inscrits                        | Inscrits       | 45 741       | 100,00       | 45 741      | 100,00      |  |
| Abstentions    | Abstentions                     | Abstentions    | 7 468        | 16,33        | 8 272       | 18,08       |  |
| Votants        | Votants                         | Votants        | 38 273       | 83,67        | 37 469      | 81,92       |  |
| Blancs et nuls | Blancs et nuls                  | Blancs et nuls | 1 007        | 2,63         | 2 544       | 6,79        |  |
| Exprimés       | Exprimés                        | Exprimés       | 37 266       | 97,37        | 34 925      | 93,21       |  |

Le suppléant de Louis Christiaens était Gabriel Vancalster, négociant en cycles.

### Élections de 1968
|                | François-Xavier Ortoli élu | UDR (URP)      | 21 038 | 57,87  |  |  |  |
|                | Ali Landréa                | PCF            | 4 831  | 13,29  |  |  |  |
|                | André Heurteaux            | CD (PDM)       | 4 397  | 12,09  |  |  |  |
|                | Bernard Derosier           | SFIO (FGDS)    | 3 981  | 10,95  |  |  |  |
|                | Armand Lebleu              | PSU            | 2 110  | 5,8    |  |  |  |
|                |                            |                |        |        |  |  |  |
| Inscrits       | Inscrits                   | Inscrits       | 45 473 | 100,00 |  |  |  |
| Abstentions    | Abstentions                | Abstentions    | 8 469  | 18,62  |  |  |  |
| Votants        | Votants                    | Votants        | 37 004 | 81,38  |  |  |  |
| Blancs et nuls | Blancs et nuls             | Blancs et nuls | 647    | 1,75   |  |  |  |
| Exprimés       | Exprimés                   | Exprimés       | 36 357 | 98,25  |  |  |  |

Le suppléant de François-Xavier Ortoli était Gabriel Vancalster, négociant en cycles. Gabriel Vancalster remplaça François-Xavier Ortoli, nommé membre du gouvernement, du 13 août 1968 au 1er avril 1973.

### Élections de 1973
| Candidat       | Candidat           | Parti          | Premier tour | Premier tour | Second tour | Second tour |  |
| Candidat       | Candidat           | Parti          | Voix         | %            | Voix        | %           |  |
| -------------- | ------------------ | -------------- | ------------ | ------------ | ----------- | ----------- |  |
|                | Norbert Ségard élu | UDR (URP)      | 14 461       | 38,03        | 22 687      | 59,96       |  |
|                | Christian Burie    | PS (UGSD)      | 6 995        | 18,4         | 15 149      | 40,04       |  |
|                | Jacques Estager    | PCF            | 5 711        | 15,02        | Retrait     | Retrait     |  |
|                | Gustave Rombaut    | CNIP (MR)      | 5 279        | 13,88        | Retrait     | Retrait     |  |
|                | Bernard Gorrissen  | Divers droite  | 3 744        | 9,85         |             |             |  |
|                | Gérard Herbaut     | LO             | 1 027        | 2,7          |             |             |  |
|                | Daniel Fillebeen   | PSU            | 808          | 2,12         |             |             |  |
|                |                    |                |              |              |             |             |  |
| Inscrits       | Inscrits           | Inscrits       | 47 187       | 100,00       | 47 187      | 100,00      |  |
| Abstentions    | Abstentions        | Abstentions    | 8 157        | 17,29        | 8 087       | 17,14       |  |
| Votants        | Votants            | Votants        | 39 030       | 82,71        | 39 100      | 82,86       |  |
| Blancs et nuls | Blancs et nuls     | Blancs et nuls | 1 005        | 2,57         | 1 264       | 3,23        |  |
| Exprimés       | Exprimés           | Exprimés       | 38 025       | 97,43        | 37 836      | 96,77       |  |

Le suppléant de Norbert Ségard était Robert Valbrun, négociant. Robert Valbrun remplaça Norbert Ségard, nommé membre du gouvernement, du 9 juillet 1974 au 2 avril 1978.

### Élections de 1978
|                | Norbert Ségard sortant réélu | Divers droite  | 22 036 | 53,26  |  |  |  |
|                | Denise Cacheux               | PS             | 8 385  | 20,26  |  |  |  |
|                | André Colin                  | PCF            | 5 901  | 14,26  |  |  |  |
|                | Christian Lapère             | Écologie 78    | 2 471  | 5,97   |  |  |  |
|                | Lyonel Aymard                | MDD            | 806    | 1,95   |  |  |  |
|                | Claude Delcueillerie         | LO             | 562    | 1,36   |  |  |  |
|                | Albert Rosse                 | PSU (FA)       | 453    | 1,09   |  |  |  |
|                | Dominique Brunet             | LCR            | 395    | 0,95   |  |  |  |
|                | Gérard Coustenoble           | NAR            | 210    | 0,51   |  |  |  |
|                | Marc Leblanc                 | UOPDP          | 158    | 0,38   |  |  |  |
|                |                              |                |        |        |  |  |  |
| Inscrits       | Inscrits                     | Inscrits       | 51 279 | 100,00 |  |  |  |
| Abstentions    | Abstentions                  | Abstentions    | 8 986  | 17,52  |  |  |  |
| Votants        | Votants                      | Votants        | 42 293 | 82,48  |  |  |  |
| Blancs et nuls | Blancs et nuls               | Blancs et nuls | 916    | 2,17   |  |  |  |
| Exprimés       | Exprimés                     | Exprimés       | 41 377 | 97,83  |  |  |  |

Le suppléant de Norbert Ségard était Georges Delfosse, conseiller général du canton de Lille-Ouest. Georges Delfosse remplaça Norbert Ségard, nommé membre du gouvernement, du 6 mai 1978 au 22 mai 1981. (Norbert Ségard est décédé le 1er février 1981).

### Élections de 1981
| Candidat       | Candidat                       | Parti          | Premier tour | Premier tour | Second tour | Second tour |  |
| Candidat       | Candidat                       | Parti          | Voix         | %            | Voix        | %           |  |
| -------------- | ------------------------------ | -------------- | ------------ | ------------ | ----------- | ----------- |  |
|                | Georges Delfosse sortant réélu | UDF (CDS)      | 16 485       | 47,30        | 19 748      | 54,81       |  |
|                | Christian Burie                | PS             | 11 711       | 33,60        | 16 283      | 45,19       |  |
|                | Claude Sylard                  | PCF            | 3 127        | 8,97         |             |             |  |
|                | Brigitte Loez                  | Divers droite  | 1 378        | 3,95         |             |             |  |
|                | Christian Lapère               | MÉP            | 1 251        | 3,59         |             |             |  |
|                | Jacques Marquis                | Divers droite  | 899          | 2,58         |             |             |  |
|                |                                |                |              |              |             |             |  |
| Inscrits       | Inscrits                       | Inscrits       | 50 244       | 100,00       | 50 244      | 100,00      |  |
| Abstentions    | Abstentions                    | Abstentions    | 14 877       | 29,61        | 13 593      | 27,05       |  |
| Votants        | Votants                        | Votants        | 35 367       | 70,39        | 36 651      | 72,95       |  |
| Blancs et nuls | Blancs et nuls                 | Blancs et nuls | 516          | 1,46         | 620         | 1,69        |  |
| Exprimés       | Exprimés                       | Exprimés       | 34 851       | 98,54        | 36 031      | 98,31       |  |

Le suppléant de Georges Delfosse était Jacques Donnay, RPR, commerçant à Lille.

### Élections de 1988
| Candidat       | Candidat                    | Parti             | Premier tour | Premier tour | Second tour | Second tour |  |
| Candidat       | Candidat                    | Parti             | Voix         | %            | Voix        | %           |  |
| -------------- | --------------------------- | ----------------- | ------------ | ------------ | ----------- | ----------- |  |
|                | Pierre Mauroy sortant réélu | PS                | 14 080       | 44,13        | 18 498      | 55,73       |  |
|                | Colette Codaccioni          | RPR (URC)         | 8 345        | 26,15        | 14 692      | 44,27       |  |
|                | Jean Despinois              | FN                | 3 606        | 11,3         |             |             |  |
|                | Bruno Chauvierre sortant    | Divers droite     | 2 464        | 7,72         |             |             |  |
|                | Annick Mattighello          | PCF               | 1 949        | 6,11         |             |             |  |
|                | Renée Leguevel              | Divers écologiste | 1 465        | 4,59         |             |             |  |
|                | Louis Vouters               | Divers droite     | 0            | 0            |             |             |  |
|                |                             |                   |              |              |             |             |  |
| Inscrits       | Inscrits                    | Inscrits          | 56 311       | 100,00       | 56 311      | 100,00      |  |
| Abstentions    | Abstentions                 | Abstentions       | 23 953       | 42,54        | 22 232      | 39,48       |  |
| Votants        | Votants                     | Votants           | 32 358       | 57,46        | 34 079      | 60,52       |  |
| Blancs et nuls | Blancs et nuls              | Blancs et nuls    | 449          | 1,39         | 889         | 2,61        |  |
| Exprimés       | Exprimés                    | Exprimés          | 31 909       | 98,61        | 33 190      | 97,39       |  |

Le suppléant de Pierre Mauroy était Bernard Roman, conseiller régional, adjoint au maire de Lille.

### Élections de 1993
| Candidat       | Candidat                | Parti          | Premier tour | Premier tour | Second tour | Second tour |  |
| Candidat       | Candidat                | Parti          | Voix         | %            | Voix        | %           |  |
| -------------- | ----------------------- | -------------- | ------------ | ------------ | ----------- | ----------- |  |
|                | Colette Codaccioni élue | RPR (UPF)      | 11 261       | 33,53        | 17 096      | 50,87       |  |
|                | Bernard Roman           | PS (ADFP)      | 9 549        | 28,44        | 16 514      | 49,13       |  |
|                | Carl Lang               | FN             | 5 199        | 15,48        |             |             |  |
|                | Pierre Bellanger        | Les Verts (EÉ) | 2 743        | 8,17         |             |             |  |
|                | Éric Corbeaux           | PCF            | 1 929        | 5,74         |             |             |  |
|                | Franck Letierce         | LT-LNÉ         | 925          | 2,75         |             |             |  |
|                | Nicole Baudrin          | LO             | 703          | 2,09         |             |             |  |
|                | Pierre-Marc Pinel       | Divers gauche  | 452          | 1,35         |             |             |  |
|                | Michel Mercier          | SÉGA           | 361          | 1,08         |             |             |  |
|                | Jean-Marie Glantzlen    | UÉD            | 218          | 0,65         |             |             |  |
|                | Christian Ducrot        | AP             | 165          | 0,49         |             |             |  |
|                | Yves Mottin             | PLN            | 76           | 0,23         |             |             |  |
|                |                         |                |              |              |             |             |  |
| Inscrits       | Inscrits                | Inscrits       | 56 343       | 100,00       | 56 343      | 100,00      |  |
| Abstentions    | Abstentions             | Abstentions    | 21 372       | 37,93        | 18 632      | 33,07       |  |
| Votants        | Votants                 | Votants        | 34 971       | 62,07        | 37 711      | 66,93       |  |
| Blancs et nuls | Blancs et nuls          | Blancs et nuls | 1 390        | 3,97         | 4 101       | 10,87       |  |
| Exprimés       | Exprimés                | Exprimés       | 33 581       | 96,03        | 33 610      | 89,13       |  |

Le suppléant de Colette Codaccioni était Jacques Richir, UDF, médecin à Lille. Jacques Richir remplaça Colette Codaccioni, nommée membre du gouvernement, du 19 juin 1995 au 21 avril 1997.

### Élections de 1997
| Candidat       | Candidat                    | Parti             | Premier tour | Premier tour | Second tour | Second tour |  |
| Candidat       | Candidat                    | Parti             | Voix         | %            | Voix        | %           |  |
| -------------- | --------------------------- | ----------------- | ------------ | ------------ | ----------- | ----------- |  |
|                | Bernard Roman élu           | PS                | 11 699       | 36,53        | 19 415      | 58,4        |  |
|                | Colette Codaccioni sortante | RPR               | 8 511        | 26,58        | 13 828      | 41,6        |  |
|                | Eliane Coolzaet             | FN                | 5 050        | 15,77        |             |             |  |
|                | Françoise Hénaut            | PCF               | 2 108        | 6,58         |             |             |  |
|                | René Penet                  | Les Verts         | 1 393        | 4,35         |             |             |  |
|                | Nicole Baudrin              | LO                | 1 179        | 3,68         |             |             |  |
|                | Marie-Anne Mirabel          | MPF (LDI)         | 702          | 2,19         |             |             |  |
|                | Nadir Saifi                 | GÉ                | 488          | 1,52         |             |             |  |
|                | Dominique Labis             | Divers écologiste | 457          | 1,43         |             |             |  |
|                | Michel Mercier              | AREV              | 282          | 0,88         |             |             |  |
|                | Michel Benit                | Extrême droite    | 153          | 0,48         |             |             |  |
|                |                             |                   |              |              |             |             |  |
| Inscrits       | Inscrits                    | Inscrits          | 56 038       | 100,00       | 56 038      | 100,00      |  |
| Abstentions    | Abstentions                 | Abstentions       | 22 872       | 40,82        | 20 879      | 37,26       |  |
| Votants        | Votants                     | Votants           | 33 166       | 59,18        | 35 159      | 62,74       |  |
| Blancs et nuls | Blancs et nuls              | Blancs et nuls    | 1 144        | 3,45         | 1 916       | 5,45        |  |
| Exprimés       | Exprimés                    | Exprimés          | 32 022       | 96,55        | 33 243      | 94,55       |  |

Le suppléant de Bernard Roman était Jean-Claude Gosselin, maire de Faches-Thumesnil, Vice-Président de la Communauté Urbaine de Lille.

### Élections de 2002
| Candidat       | Candidat                    | Parti             | Premier tour | Premier tour | Second tour | Second tour |  |
| Candidat       | Candidat                    | Parti             | Voix         | %            | Voix        | %           |  |
| -------------- | --------------------------- | ----------------- | ------------ | ------------ | ----------- | ----------- |  |
|                | Bernard Roman sortant réélu | PS                | 12 215       | 39,54        | 16 003      | 55,89       |  |
|                | Claude Olivier              | UMP               | 9 531        | 30,86        | 12 630      | 44,11       |  |
|                | Philippe Bernard            | FN                | 3 949        | 12,78        |             |             |  |
|                | Sarah Pheulpin              | Les Verts         | 1 128        | 3,65         |             |             |  |
|                | Laurence Cagnon             | PCF               | 715          | 2,31         |             |             |  |
|                | Françoise Dal               | Pôle républicain  | 676          | 2,19         |             |             |  |
|                | Nicole Baudrin              | LO                | 483          | 1,56         |             |             |  |
|                | Jean-Yves Roger             | LCR               | 435          | 1,41         |             |             |  |
|                | Chantal Pote                | Divers écologiste | 384          | 1,24         |             |             |  |
|                | Janauwels                   | Divers gauche     | 352          | 1,14         |             |             |  |
|                | Merzek Mahfoudi             | Divers gauche     | 275          | 0,89         |             |             |  |
|                | Marie-Claire Deffrennes     | MNR               | 262          | 0,85         |             |             |  |
|                | Florence Permanne           | MÉI               | 150          | 0,49         |             |             |  |
|                | Michel Mercier              | Extrême gauche    | 141          | 0,46         |             |             |  |
|                | Alina Rafai                 | Divers écologiste | 100          | 0,32         |             |             |  |
|                | Françoise Lepan             | CPNT              | 93           | 0,3          |             |             |  |
|                |                             |                   |              |              |             |             |  |
| Inscrits       | Inscrits                    | Inscrits          | 58 435       | 100,00       | 58 435      | 100,00      |  |
| Abstentions    | Abstentions                 | Abstentions       | 27 000       | 46,21        | 28 780      | 49,25       |  |
| Votants        | Votants                     | Votants           | 31 435       | 53,79        | 29 655      | 50,75       |  |
| Blancs et nuls | Blancs et nuls              | Blancs et nuls    | 546          | 1,74         | 1 022       | 3,45        |  |
| Exprimés       | Exprimés                    | Exprimés          | 30 889       | 98,26        | 28 633      | 96,55       |  |

La suppléante de Bernard Roman était Caroline Nio, conseillère municipale de Faches-Thumesnil, Vice-Présidente du conseil général, conseillère générale du canton de Lille-Sud (jusqu'en 2004).

### Élections de 2007
| Candidat       | Candidat                    | Parti          | Premier tour | Premier tour | Second tour | Second tour |  |
| Candidat       | Candidat                    | Parti          | Voix         | %            | Voix        | %           |  |
| -------------- | --------------------------- | -------------- | ------------ | ------------ | ----------- | ----------- |  |
|                | Bernard Roman sortant réélu | PS             | 12 267       | 40,17        | 17 772      | 61,75       |  |
|                | Khalida Sellali             | UMP            | 8 135        | 26,64        | 11 007      | 38,25       |  |
|                | Nicolas Lebas               | UDF–MoDem      | 4 219        | 13,82        |             |             |  |
|                | Philippe Bernard            | FN             | 1 784        | 5,84         |             |             |  |
|                | Frédéric Sarkis             | Les Verts      | 1 397        | 4,57         |             |             |  |
|                | Jan Pauwels                 | LCR            | 976          | 3,2          |             |             |  |
|                | Franck Jakubek              | PCF            | 684          | 2,24         |             |             |  |
|                | Chantal Pote                | LT-LNÉ         | 440          | 1,44         |             |             |  |
|                | Nicole Baudrin              | LO             | 346          | 1,13         |             |             |  |
|                | Daniel Jubert               | NC             | 228          | 0,75         |             |             |  |
|                | Nicole Boucly               | Divers         | 62           | 0,2          |             |             |  |
|                |                             |                |              |              |             |             |  |
| Inscrits       | Inscrits                    | Inscrits       | 58 780       | 100,00       | 58 780      | 100,00      |  |
| Abstentions    | Abstentions                 | Abstentions    | 27 852       | 47,38        | 29 027      | 49,38       |  |
| Votants        | Votants                     | Votants        | 30 928       | 52,62        | 29 753      | 50,62       |  |
| Blancs et nuls | Blancs et nuls              | Blancs et nuls | 390          | 1,26         | 974         | 3,27        |  |
| Exprimés       | Exprimés                    | Exprimés       | 30 538       | 98,74        | 28 779      | 96,73       |  |

### Élections de 2012
| Candidat       | Candidat                    | Parti                    | Premier tour | Premier tour | Second tour | Second tour |  |
| Candidat       | Candidat                    | Parti                    | Voix         | %            | Voix        | %           |  |
| -------------- | --------------------------- | ------------------------ | ------------ | ------------ | ----------- | ----------- |  |
|                | Bernard Roman sortant réélu | PS                       | 12 313       | 41,68        | 17 390      | 64,94       |  |
|                | Hervé-Marie Morelle         | UMP (CNIP)               | 6 384        | 21,61        | 9 388       | 35,06       |  |
|                | Éric Dillies                | FN (RBM)                 | 3 980        | 13,47        |             |             |  |
|                | Joseph Demeulemeester       | PCF (FG) (Divers gauche) | 2 423        | 8,20         |             |             |  |
|                | Élise Jeanne                | EÉLV (MÉI)               | 1 960        | 6,63         |             |             |  |
|                | Yves Delahaie               | MoDem (CpF)              | 833          | 2,82         |             |             |  |
|                | Brigitte Mauroy             | LGM                      | 427          | 1,45         |             |             |  |
|                | Alessandro di Giuseppe      | ETSC                     | 382          | 1,29         |             |             |  |
|                | Chantal Pote                | LT-LNÉ                   | 318          | 1,08         |             |             |  |
|                | Jan Pauwels                 | NPA                      | 186          | 0,63         |             |             |  |
|                | Nicole Baudrin              | LO                       | 164          | 0,56         |             |             |  |
|                | Yves Gernigon               | PFE                      | 87           | 0,29         |             |             |  |
|                | Sébastien Périmony          | S&P                      | 71           | 0,24         |             |             |  |
|                | Tristan Duval               | PPLD                     | 17           | 0,06         |             |             |  |
|                |                             |                          |              |              |             |             |  |
| Inscrits       | Inscrits                    | Inscrits                 | 60 531       | 100,00       | 60 531      | 100,00      |  |
| Abstentions    | Abstentions                 | Abstentions              | 30 601       | 50,55        | 32 723      | 54,06       |  |
| Votants        | Votants                     | Votants                  | 29 930       | 49,45        | 27 808      | 45,94       |  |
| Blancs et nuls | Blancs et nuls              | Blancs et nuls           | 385          | 1,29         | 1 030       | 3,7         |  |
| Exprimés       | Exprimés                    | Exprimés                 | 29 545       | 98,71        | 26 778      | 96,3        |  |

### Élections de 2017
Les élections législatives françaises de 2017 ont eu lieu les dimanches 11 et 18 juin 2017.
|                                                                      | |                           |                           |                          |                          |
|                                                                      | | Premier tour 11 juin 2017 | Premier tour 11 juin 2017 | Second tour 18 juin 2017 | Second tour 18 juin 2017 |
|                                                                      | |                           |                           |                          |                          |
|                                                                      | | Nombre                    | % des inscrits            | Nombre                   | % des inscrits           |
| Inscrits                                                             | Inscrits | 61 729                    | 100,00                    | 61 729                   | 100,00                   |
| Abstentions                                                          | Abstentions | 34 284                    | 55,54                     | 38 056                   | 61,65                    |
| Votants                                                              | Votants | 27 445                    | 44,46                     | 23 673                   | 38,35                    |
|                                                                      | |                           | % des votants             |                          | % des votants            |
| Bulletins blancs                                                     | Bulletins blancs                                                                                                   | 291                       | 1,06                      | 1 133                    | 4,79                     |
| Bulletins nuls                                                       | Bulletins nuls | 135                       | 0,49                      | 512                      | 2,16                     |
| Suffrages exprimés                                                   | Suffrages exprimés                                                                                                 | 27 019                    | 98,45                     | 22 028                   | 93,05                    |
|                                                                      | |                           |                           |                          |                          |
| Candidat Étiquette politique (partis et alliances)                   | Candidat Étiquette politique (partis et alliances)                                                                 | Voix                      | % des exprimés            | Voix                     | % des exprimés           |
|                                                                      | |                           |                           |                          |                          |
|                                                                      | Christophe Itier La République en marche !                                                                         | 8 810                     | 32,61                     | 10 989                   | 49,89                    |
|                                                                      | Adrien Quatennens La France insoumise                                                                              | 5 236                     | 19,38                     | 11 039                   | 50,11                    |
|                                                                      | Nicolas Lebas Union des démocrates et indépendants (Les Républicains)                                              | 3 728                     | 13,80                     |                          |                          |
|                                                                      | Éric Dillies Front national                                                                                        | 2 947                     | 10,91                     |                          |                          |
|                                                                      | François Lamy Parti socialiste (Mouvement républicain et citoyen)                                                  | 2 470                     | 9,14                      |                          |                          |
|                                                                      | Anne Mikolajczak Europe Écologie Les Verts                                                                         | 1 383                     | 5,12                      |                          |                          |
|                                                                      | Hugo Vandamme Parti communiste français (Front de gauche)                                                          | 631                       | 2,34                      |                          |                          |
|                                                                      | Chantal Pote Écologiste (Confédération pour l'homme, l'animal et la planète)                                       | 382                       | 1,41                      |                          |                          |
|                                                                      | Patrice Hanriot Divers (#MaVoix)                                                                                   | 278                       | 1,03                      |                          |                          |
|                                                                      | Caroline Soualle Divers (Parti animaliste)                                                                         | 258                       | 0,95                      |                          |                          |
|                                                                      | Nicole Baudrin Lutte ouvrière                                                                                      | 246                       | 0,91                      |                          |                          |
|                                                                      | Maxime Royer Divers (Union populaire républicaine)                                                                 | 170                       | 0,63                      |                          |                          |
|                                                                      | Abdelaziz Zaddi Écologiste (Alliance écologiste indépendante)                                                      | 162                       | 0,60                      |                          |                          |
|                                                                      | Slimane Abdelkafar Divers (Parti pirate)                                                                           | 121                       | 0,45                      |                          |                          |
|                                                                      | Isabelle Koinig Écologiste (Mouvement écologiste indépendant - Confédération pour l'homme, l'animal et la planète) | 121                       | 0,45                      |                          |                          |
|                                                                      | Véronique Demolliens Régionaliste (Régions et peuples solidaires)                                                  | 37                        | 0,14                      |                          |                          |
|                                                                      | Hervé Decaux Divers                                                                                                | 26                        | 0,10                      |                          |                          |
|                                                                      | Lucie Dubus Divers                                                                                                 | 7                         | 0,03                      |                          |                          |
|                                                                      | Olivier Capelle Divers                                                                                             | 3                         | 0,01                      |                          |                          |
|                                                                      | Camille Colliot Divers (Rêve général)                                                                              | 2                         | 0,01                      |                          |                          |
|                                                                      | Tristan Duval Extrême gauche (En lutte)                                                                            | 1                         | 0,00                      |                          |                          |
|                                                                      | Virginie de Cesare Divers (Plantons des graines !)                                                                 | 0                         | 0,00                      |                          |                          |
|                                                                      | Stéphane Étienne Divers (Autogestion)                                                                              | 0                         | 0,00                      |                          |                          |
|                                                                      | Valentine Rambert Divers droite (Parti chrétien-démocrate)                                                         | 0                         | 0,00                      |                          |                          |
|                                                                      | Pierre Rodriguez Divers (Tous pour rire !)                                                                         | 0                         | 0,00                      |                          |                          |
| Source : Ministère de l'Intérieur - Première circonscription du Nord | |                           |                           |                          |                          |

### Élections de 2022
Les élections législatives françaises de 2022 se déroulent les dimanches 12 et 19 juin 2022.
|                                                    |                                                                                         |                           |                           |                          |                          |
|                                                    |                                                                                         | Premier tour 12 juin 2022 | Premier tour 12 juin 2022 | Second tour 19 juin 2022 | Second tour 19 juin 2022 |
|                                                    |                                                                                         |                           |                           |                          |                          |
|                                                    |                                                                                         | Nombre                    | % des inscrits            | Nombre                   | % des inscrits           |
| Inscrits                                           | Inscrits                                                                                | 64 224                    | 100                       | 64 243                   | 100                      |
| Abstentions                                        | Abstentions                                                                             | 34 907                    | 54,35                     | 36 057                   | 56,13                    |
| Votants                                            | Votants                                                                                 | 29 317                    | 45,65                     | 28 186                   | 43,87                    |
|                                                    |                                                                                         |                           | % des votants             |                          | % des votants            |
| Bulletins blancs                                   | Bulletins blancs                                                                        | 351                       | 1,20                      | 1 037                    | 3,68                     |
| Bulletins nuls                                     | Bulletins nuls                                                                          | 148                       | 0,50                      | 437                      | 1,55                     |
| Suffrages exprimés                                 | Suffrages exprimés                                                                      | 28 818                    | 98,30                     | 26 712                   | 94,77                    |
|                                                    |                                                                                         |                           |                           |                          |                          |
| Candidat Étiquette politique (partis et alliances) | Candidat Étiquette politique (partis et alliances)                                      | Voix                      | % des exprimés            | Voix                     | % des exprimés           |
|                                                    |                                                                                         |                           |                           |                          |                          |
|                                                    | Adrien Quatennens* Nouvelle Union populaire écologique et sociale (La France insoumise) | 15 000                    | 52,05                     | 17 428                   | 65,24                    |
|                                                    | Vanessa Duhamel Ensemble (Mouvement Démocrate)                                          | 6 071                     | 21,07                     | 9 284                    | 34,76                    |
|                                                    | Carole Leclercq Rassemblement national                                                  | 2 960                     | 10,27                     |                          |                          |
|                                                    | Thomas Fabre Union de la droite et du centre                                            | 1 984                     | 6,88                      |                          |                          |
|                                                    | Mai Rimlinger Reconquête                                                                | 782                       | 2,71                      |                          |                          |
|                                                    | Audric Alexandre Parti des citoyens européens                                           | 782                       | 2,71                      |                          |                          |
|                                                    | Constance Godest Parti animaliste                                                       | 669                       | 2,32                      |                          |                          |
|                                                    | Pierre Madelain Lutte ouvrière                                                          | 277                       | 0,96                      |                          |                          |
|                                                    | Jonathan Lefranc Sans étiquette                                                         | 237                       | 0,82                      |                          |                          |
|                                                    | Frédéric Chaouat La Sagesse politique                                                   | 50                        | 0,17                      |                          |                          |
|                                                    | Hugo Desmarchelier Parti Pirate                                                         | 6                         | 0,02                      |                          |                          |
| * Député sortant                                   |                                                                                         |                           |                           |                          |                          |

### Élections de 2024
| Candidat                 | Candidat                 | Parti et coalition       | Nuance                   | Premier tour | Premier tour | Second tour | Second tour |
| Candidat                 | Candidat                 | Parti et coalition       | Nuance                   | Voix         | %            | Voix        | %           |
| ------------------------ | ------------------------ | ------------------------ | ------------------------ | ------------ | ------------ | ----------- | ----------- |
|                          | Aurélien Le Coq          | LFI (NFP)                | UG                       | 17 800       | 44,20        | 27 116      | 75,49       |
|                          | Carole Leclercq          | RN                       | RN                       | 7 298        | 18,12        | 8 802       | 24,51       |
|                          | Vanessa Duhamel          | MoDem (ENS)              | ENS                      | 7 055        | 17,52        |             |             |
|                          | Amy Bah,                 | NFP diss.                | DVG                      | 3 551        | 8,82         |             |             |
|                          | Brice Lauret             | LR (UDC)                 | DVD                      | 1 951        | 4,85         |             |             |
|                          | Maxime Legrand           | C                        | DVG                      | 1 169        | 2,90         |             |             |
|                          | Allison Marinho.         | UDI                      | DVD                      | 610          | 1,51         |             |             |
|                          | Audric Alexandre         | PACE (RAS)               | DIV                      | 345          | 0,86         |             |             |
|                          | Pierre Madelain          | LO                       | EXG                      | 217          | 0,54         |             |             |
|                          | Michel Laurençot         | SE                       | DVG                      | 199          | 0,49         |             |             |
|                          | Verena Priem             | Volt                     | REG                      | 58           | 0,14         |             |             |
|                          | Frédéric Chaouat         | LSP - EDÉ                | DIV                      | 14           | 0,03         |             |             |
|                          | Adel Bousalham           | SE                       | DVG                      | 1            | 0,00         |             |             |
|                          | Line Marage              | NPA-R                    | EXG                      | 0            | 0,00         |             |             |
|                          |                          |                          |                          |              |              |             |             |
| Suffrages exprimés       | Suffrages exprimés       | Suffrages exprimés       | Suffrages exprimés       | 40 268       | 98,36        | 35 918      | 90,82       |
| Votes blancs             | Votes blancs             | Votes blancs             | Votes blancs             | 448          | 1,09         | 2 817       | 7,12        |
| Votes nuls               | Votes nuls               | Votes nuls               | Votes nuls               | 227          | 0,55         | 813         | 2,06        |
| Total                    | Total                    | Total                    | Total                    | 40 943       | 100          | 39 548      | 100         |
| Abstention               | Abstention               | Abstention               | Abstention               | 20 729       | 33,61        | 22 164      | 35,92       |
| Inscrits / participation | Inscrits / participation | Inscrits / participation | Inscrits / participation | 61 672       | 66,39        | 61 712      | 64,08       |

Adrien Quatennens se représente investi par La France insoumise (LFI) sans le soutien du Nouveau Front populaire qui ne présente pas de candidat face à lui,. Cependant, la militante féministe Amy Bah, du collectif #NousToutes, est également candidate dans cette circonscription « au nom des valeurs du Nouveau Front populaire ». Elle reçoit le soutien de la socialiste Martine Aubry,. Finalement, Adrien Quatennens indique qu'il renonce à se représenter.